# Franck Courtès
Franck Courtès est un écrivain et photographe français né en 1964.

## Biographie
Franck Courtès est né en 1964. Il exerce tout d'abord le métier de photographe, spécialisé dans le portrait de musiciens et d'artistes, avant d'arrêter progressivement cette activité pour se consacrer à l'écriture. En 2013, il publie son premier livre, chez JC Lattès, un recueil de nouvelles : Autorisation de pratiquer la course à pied.
Il relate son abandon de la photographie dans un ouvrage paru en 2018 et intitulé : la dernière Photo. Cette évolution professionnelle entraîne, malgré le « petit succès » de son premier recueil de nouvelles, une diminution de ses revenus, qui épuise progressivement ses économies. Sa situation financière le conduit finalement à proposer ses services de manœuvre ou d'homme à tout faire afin de pouvoir continuer à écrire en parallèle. Cette expérience est la trame de l'ouvrage À pied d’œuvre, son sixième livre paru en 2023 chez  Gallimard.